# Bundesstrasse 232
Bundesstrasse 232 är en förbundsväg i Nordrhein-Westfalen, Tyskland. Vägen går från Leverkusen till Burscheid och är därmed ett komplement till motorvägen A1. Förbundsvägen är 10 kilometer lång.